# Melinka (subdelegación)

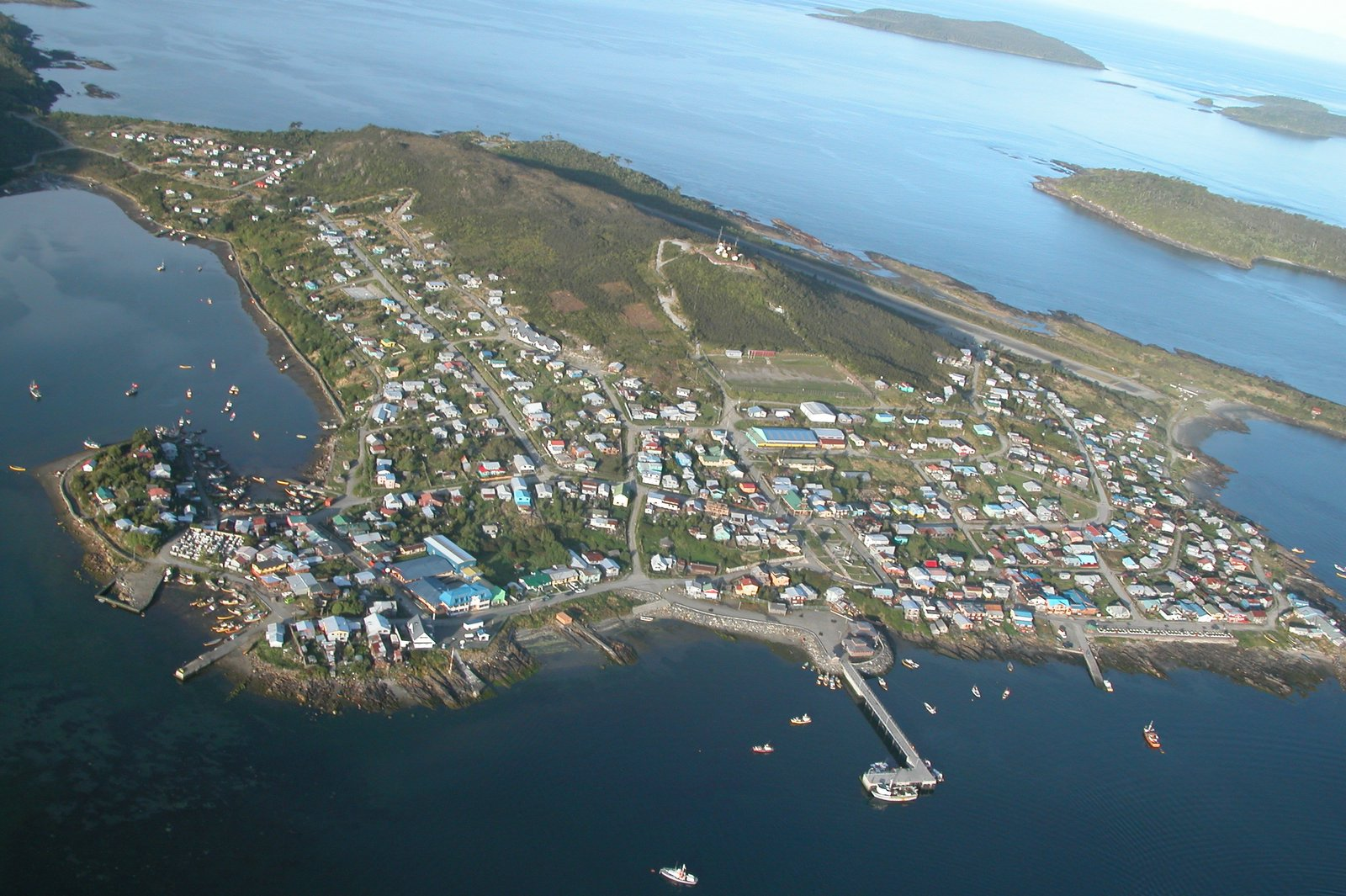
Puerto de Melinka

La subdelegación de Melinka fue una división territorial de Chile, dentro de los límites de la antigua provincia de Chiloé. Existió entre 1874 y 1928, y comprendió los archipiélagos de las Guaitecas y de los Chonos. Es el precedente de la comuna de Guaitecas, en la Región de Aysén, creada en 1979.

## Historia administrativa
La subdelegación de Melinka tiene su antecedente en la subdelegación marítima de Guaitecas, creada el 21 de agosto de 1864. Su primer subdelegado fue el colono alemán Felipe Westhoff, quien al año 1871 aún se mantenía en el cargo. El origen de la subdelegación marítima radica en el abuso de poder realizado por tropas de la goleta estadounidense Viola, que habrían azotado a tres ciudadanos chilenos en las Guaitecas en marzo del mismo año, sin que existiera autoridad chilena en esos parajes. Con la creación de esta nueva unidad administrativa, se estableció el puerto de Melinka como cabecera de la subdelegación, así como su dependencia institucional con la gobernación marítima de Chiloé
La creación de la subdelegación de Melinka ocurrió mediante decreto del 31 de julio de 1874. Su territorio incluyó a los archipiélagos ubicados entre las latitudes 44° y 47°, que pasaron a depender directamente del departamento de Castro de la provincia de Chiloé, y que, en términos de organización, contaba con un único distrito (Melinka). Antes de este decreto, el archipiélago correspondía administrativamente a un espacio insular adscrito al distrito de Quellón, dependiente a su vez de la subdelegación de Queilen.
En términos de población, para el año 1875 la población de la subdelegación alcanzaba los 88 habitantes, mientras que en el censo de 1920 llegaba a 304.
En 21 de octubre de 1911 una nueva reforma administrativa creó la comuna de Quellón, agrupando el territorio de las subdelegaciones de Quellón y Melinka. Esta configuración perduró hasta 1928, tras la reorganización territorial realizada por Carlos Ibáñez del Campo —basada en lo establecido por la Constitución de 1925, que igualó la división administrativa «comuna» con la división política «subdelegación»—. El archipiélago de las Guaitecas y la zona norte del archipiélago de los Chonos —hasta los canales Pérez y King— se mantuvieron dentro de la comuna de Quellón, mientras que la mitad sur se integró a la comuna de Aysén.
En 1979, el Decreto Ley 2868 reemplazó el distrito de Guaitecas por la comuna del mismo nombre; no obstante, ya en 1974, mediante el Decreto Ley 575, el distrito —aún como parte de Quellón— se había incorporado a la nueva Región de Aysén. Este cambio excluyó a isla Guafo,que se mantuvo en la comuna de Quellón, así como a las islas al sur del canal Tuamapu, que pasaron a depender de la comuna de Cisnes.